# Manzonia
Manzonia là một chi ốc biển nhỏ, là động vật thân mềm chân bụng sống ở biển trong họ Rissoidae.

## Các loài
Các loài trong chi Manzonia gồm có:
- Manzonia alexandrei Gofas, 2010[2]
- Manzonia arata Gofas, 2007[3]
- Manzonia bacalladoi Segers & Swinnen, 2002[4]
- Manzonia boavistensis Rolán, 1987[5]
- Manzonia boogi Moolenbeek & Faber, 1987[6]
- Manzonia boucheti Amati, 1992[7]
- Manzonia bravensis Rolán, 1987[8]
- Manzonia carboverdensis Rolán, 1987[9]
- Manzonia castanea Moolenbeek & Faber, 1987[10]
- Manzonia crassa (Kanmacher, 1798)[11]
- Manzonia crispa (Watson, 1873)[12]
- Manzonia darwini Moolenbeek & Faber, 1987[13]
- Manzonia dionisi Rolán, 1987[14]
- Manzonia fusulus Gofas, 2007[15]
- Manzonia geometrica Beck & Gofas, 2007[16]
- Manzonia gibbera (Watson, 1873)[17]
- Manzonia guitiani Rolán, 1987[18]
- Manzonia heroensis Moolenbeek & Hoenselaar, 1992[19]
- Manzonia insulsa Rolán, 1987[20]
- Manzonia lusitanica Gofas, 2007[21]
- Manzonia madeirensis Moolenbeek & Faber, 1987[22]
- Manzonia overdiepi van Aartsen, 1983[23]
- Manzonia pelorum Moolenbeek & Faber, 1987[24]
- Manzonia salensis Rolán, 1987[25]
- Manzonia segadei Rolán, 1987[26]
- Manzonia taeniata Gofas, 2007[27]
- Manzonia unifasciata Dautzenberg, 1889[28]
- Manzonia vigoensis (Rolán, 1983)[29]
- Manzonia wilmae Moolenbeek & Faber, 1987[30]
- Manzonia xicoi Rolán, 1987[31]